# ルアヘイ・デマント
ルアヘイ・デマント（Ruahei Demant、1995年4月21日 - ）は、ニュージーランドの女子ラグビー選手。

## プロフィール
- ニュージーランド・オークランド出身[1]。
- ポジションはスタンドオフ(SO)、センター(CTB)、フルバック(FB)。
- 身長 169cm、体重 81kg
- 妹のキリタプもラグビー選手[2]。
- 女子ニュージーランド代表キャップは20（2022年11月現在）。

## 略歴
2022年、ラグビーワールドカップ2021の女子ニュージーランド代表の共同主将に選ばれてブラックファーンズ2大会連続優勝に貢献。

## 受賞歴
- ワールドラグビー女子15人制年間最優秀選手賞:2022年[5]
- ワールドラグビー女子15人制ドリームチーム:2022年